# アーサー・ビナード ラジオぽこりぽこり
『アーサー・ビナード ラジオぽこりぽこり』は、2022年4月2日から文化放送で放送しているラジオのトーク・コラム番組。

## 概要
平日朝の帯番組『武田鉄矢・今朝の三枚おろし』からスピンオフした番組『アーサー・ビナード 午後の三枚おろし』（文化放送では『斉藤一美 ニュースワイドSAKIDORI!』に内包）が2022年3月の新年度改編の実施により終了したのを受けて、その後継番組として首都圏ローカル向けに週1回・30分の放送として再スタートしたものである。
基本コンセプトは『午後の三枚おろし』と同じで、アーサー・ビナードと水谷加奈（文化放送アナウンサー）が、最近の世の中の話題・森羅万象や、様々な「こと・もの・ひと」について、彼らの独特の視点で読み解いていく。
題名にある「ぽこりぽこり」は、アーサーの自著のコラム集「日本語ぽこりぽこり」（2005年・小学館 ISBN 4093875545）に由来する。
番組開始から2024年3月までは関東ローカル番組だったが、2024年4月から、山形放送でのネットを開始した（時差ネット）。

### 放送日時の変遷（文化放送）
2022年4月2日の放送開始から2023年3月25日までは毎週土曜日18:00 - 18:30に放送した。
2023年度は、ナイターシーズン（同年3月27日から9月25日まで）は毎週月曜日18:30 - 19:00、ナイターオフ（同年10月6日から2024年3月22日まで）は毎週金曜日20:00 - 20:30に放送した。
2024年度も、ナイターシーズン（同年4月1日から9月16日まで）は毎週月曜日18:30 - 19:00、ナイターオフ（同年10月4日から2025年3月21日まで）は毎週金曜日20:00 - 20:30に放送した。
2025年3月31日からは毎週月曜日17:30 - 18:00に放送。

### 編成上の都合による休止
- 2022年10月22日・29日はプロ野球日本シリーズ実況中継・東京ヤクルトスワローズ対オリックス・バファローズ第1戦・第6戦を放送のため休止。
- 2022年12月31日は17:30 - 18:00に「BOAT RACE LIVE プレミアムGIクイーンズクライマックス優勝戦実況中継」を放送したことに伴う通常17:30 - 18:00のレギュラー番組2本[2]の振替放送により休止。

## ネット局
2025年4月現在
| 放送地域   | 放送局          | 放送曜日 | 放送時間      | 備考                     |
| ---------- | --------------- | -------- | ------------- | ------------------------ |
| 関東広域圏 | 文化放送（QR）  | 月曜日   | 17:30 - 18:00 | 【制作局】               |
| 山形県     | 山形放送（YBC） | 日曜日   | 17:30 - 18:00 | 2024年4月7日からネット。 |